# Apeiba intermedia
Apeiba intermedia är en malvaväxtart som beskrevs av Hendrik Uittien. Apeiba intermedia ingår i släktet Apeiba och familjen malvaväxter. Inga underarter finns listade i Catalogue of Life.